# 王樞
王樞（?—?），西夏大臣，党项羌人，官至枢密使。
大德五年（1139年）二月，奉夏崇宗之命，他和陕西招抚使移讹、延安招抚使李世辅出兵进攻陕西。五月，李世辅率兵抵达延安，得知宋朝和金朝议和，陕西归宋。李世辅于是劝他们率部投靠南宋。移讹不服被杀王樞被擒。进入南宋之后，王樞说西夏国主感念宋朝之恩，将要遣使入贡，于是被宋高宗派人遣送归国。